# Peter Bown
Peter Bown (1926, Londres, Anglaterra - 1997) fou un enginyer de so britànic, que va treballar llargament com a tècnic de so, enginyer, responsable de mescles, etc, en una llarga llista de produccions musicals, des del rock psicodèlic a la música clàssica; de les seves col·laboracions en destaquen algunes amb els The Hollies, The Beatles, Pink Floyd, Syd Barrett, o fins i tot la Montserrat Caballé o Plácido Domingo. D'entre els nombrosos estudis on va treballar en destaquen els Abbey Road i els EMI Studios a Londres.

## Biografia i producció musical
Va néixer el 1926 a Londres, Anglaterra. Va començar a treballar com a enginyer de so dins del món de la indústria musical a mitjans de la dècada de 1960. Va ser contractat per Pink Floyd com a enginyer de so a l'estudi de gravació EMI Studios (ara conegut com a Abbey Road Studios) cap a finals de la dècada dels 60.
Durant la seva llarga carrera amb Pink Floyd, Peter Bown va ser un col·laborador clau en molts dels àlbums del grup. Va treballar en àlbums com The Piper at the Gates of Dawn, Meddle, Atom Heart Mother, "The Dark Side of the Moon" (1973)," Wish You Were Here" (1975), "Animals" (1977) i "The Wall".

## Produccions[2]
- 1967: The Piper at the Gates of Dawn, Pink Floyd[8]
- 1970: Barrett, Syd Barrett
- 1970: Atom Heart Mother, Pink Floyd
- 1970: Let It Be, The Beatles
- 1974: The Madcap Laughs/Barrett, Syd Barrett
- 1988: Past Masters, The Beatles
- 1995: Diva: Montserrat Caballe, Montserrat Caballé
- 1997: Best of Plácido Domingo, Plácido Domingo